# Nåstrand
Nåstrand (isl. Náströnd) er i nordisk mytologi navnet på det sted, hvor forbrydere (mordere, voldtægtsmænd, edsbrydere osv.) ender, når de dør.
Nåstrand er et hus, hvor de bliver sat til at bo indtil Ragnarok. Straffen for deres gerninger består da i, at huset er dannet af flettede slanger, som er levende vel at mærke. Ydermere er slangerne giftige, og beboerne må leve i evig pinsel.
Huset er placeret på ligstranden ved Slids bred.